# Gustaw Kryński
Gustaw Kryński (ur. 2 marca 1893, zm. 27 września 1944 w Warszawie) – polski operator filmowy i filmowiec, uczestnik powstania warszawskiego.

## Życiorys
Od czerwca 1908 roku pracował w Kijowie jako przedstawiciel wytwórni filmowych: Aleksandra Chanżonkowa oraz Gaumont. Rok później przeszedł do moskiewskiej centrali wytwórni Chanżonkowa, gdzie rozpoczął pracę operatorską. Został przydzielony do dworu carskiego Mikołaja II, gdzie do 1914 roku pełnił funkcję „nadwornego operatora”.
Do Polski powrócił w 1919 roku. W 1923 roku założył laboratorium filmowe "G. Kryński i Ska", które działało niecałe dwa lata. Następnie współpracował z Kancelarią Cywilną Prezydenta RP, Ministerstwem Spraw Zagranicznych oraz Policji Państwowej. Specjalizował się w reportażach i aktualnościach, których to materiałów zrealizował ponad setkę. Był współzałożycielem Polskiego Związku Producentów Filmowych (1927) oraz Związku Producentów Filmów Krótkometrażowych (1933). W latach 1933–1934 kierował wytwórnią filmową "Sfinks". W 1935 roku zaprzestał pracy operatorskiej i do wybuchu wojny kierował warszawskimi kinami "Los" oraz "Ton".
Podczas II wojny światowej pracował w Wydziale Wodociągów i Kanalizacji Zarządu Miasta Warszawy. Był członkiem Armii Krajowej (ps. Kapitan). W dniu 1 sierpnia 1944 miał przydział bojowy do Pułku Baszta, jednak nie dotarł na miejsce zbiórki i pozostał na Mokotowie. Tym sposobem nie brał udziału w filmowaniu walk powstańczych. W ostatniej fazie powstania jako szef oddziału saperów służył przy wejściu do kanałów. Utonął w nich pod Agrykolą podczas próby przedostania się do Śródmieścia.

### Rodzina
W powstaniu zginęło również dwoje dzieci Gustawa Kryńskiego. Córka Irena ps. Irena, Busia, Basia (ur. 1924) została rozstrzelana w dniu 21 września 1944 roku przy ul. Solec 41 po zajęciu przez Niemców Czerniakowa. Syn Jerzy ps. Jerzy (ur. 1929) został ciężko ranny 27 września 1944 roku i trafił do powstańczego szpitala przy ul. Dolnej, gdzie został najprawdopodobniej również rozstrzelany.

## Filmografia
- Kule, które nie trafiają (1923) – zdjęcia
- Czerwony błazen (1926) – zdjęcia
- Niewolnicy życia. Za grzechy ojców (1928) – zdjęcia
- Z ramion w ramiona (1929) – zdjęcia